# Dardzsiling
Koordináták: é. sz. 27° 02′ 25″, k. h. 88° 15′ 50″27.040278°N 88.263889°E

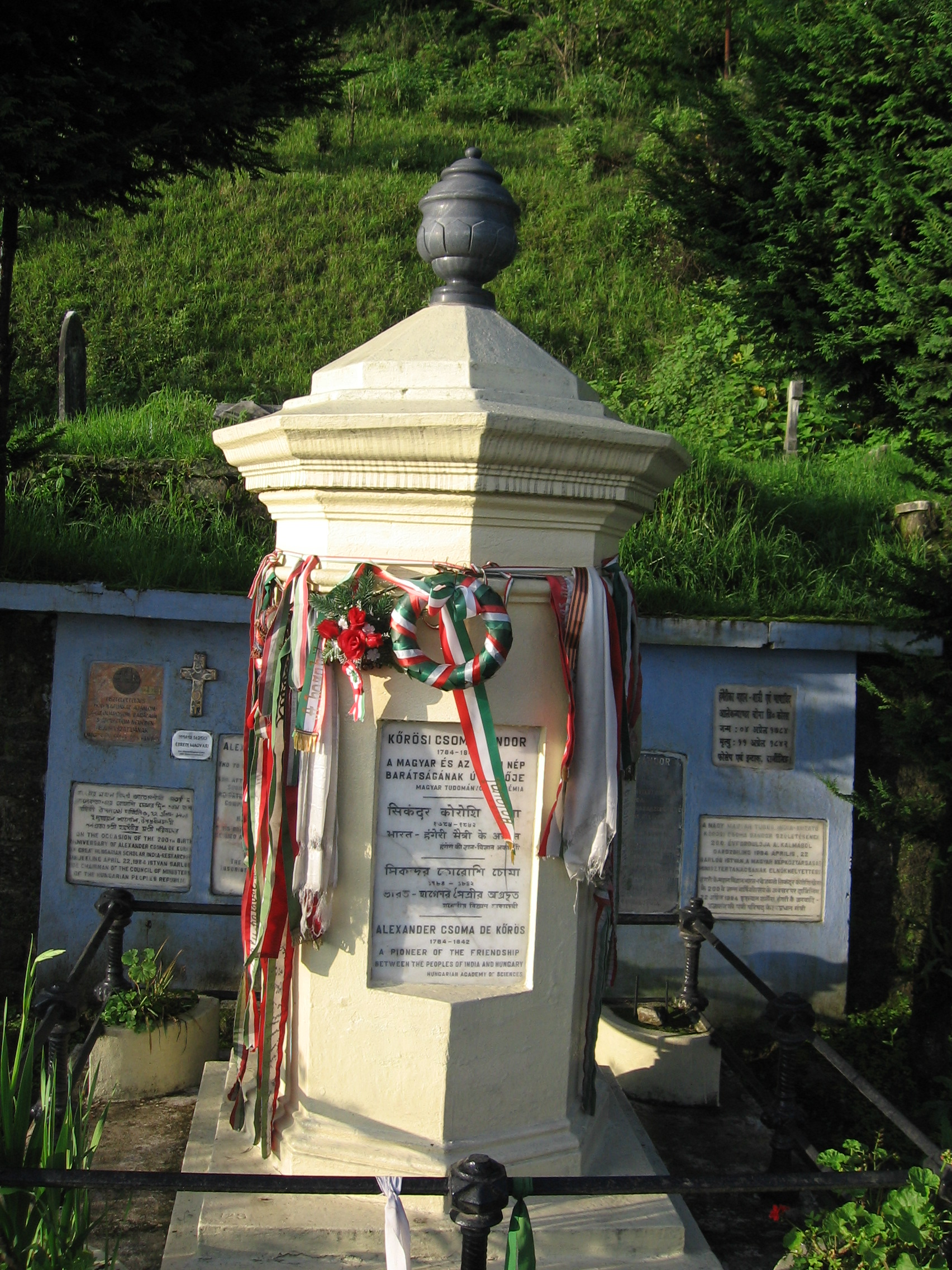
Kőrösi Csoma Sándor sírja

Dardzsiling Nyugat-Bengál állam egyik városa India északkeleti részén. A Himalája déli, alacsonyabban fekvő részén (Shiwalik-hegység) található, az átlagos tengerszint feletti magassága 2134 m. A Dardzsiling név a tibeti dorje („villámlás, mennykőcsapás”) és a ling („hely, terület”) szavak összekapcsolásával keletkezett, melynek jelentése: „a hely, ahol villámlik”. A Brit Birodalom időszakában építették fel a hegyi állomást (Hill Station). A gyarmati tisztviselők – beleértve az alkirályt is – minden nyáron ide menekültek a szubkontinensen uralkodó hőség elől, ugyanis itt az európaiak által is kellemesen elviselhető mérsékelt éghajlat a meghatározó.
Leghíresebb magyar vonatkozása: itt temették el Kőrösi Csoma Sándort, a híres tibetológus nyelvtudóst.
Dardzsiling világhírű a fekete teáról és a dardzsilingi Himalája vasútról, amely az UNESCO világörökségi listára is felkerült 1999-ben.
A teaültetvények telepítését az 1830–40-es évek környékén kezdték meg az angolok. A teatermelők különböző hibrideket állítottak elő, s a feldolgozást (fermentálás) követően a dardzsilingi fekete tea a világ legjobb teái közé került.
1879-ben kezdték építeni, s 1881. július 3-án hivatalosan is megnyitották a 82 km hosszú (nyomtáv: 610 mm) vasútvonalat Siliguritól (tszf. 120 m), Ghumon (tszf. 2257 m) keresztül Dardzsilingig (tszf. 2075 m).
Dardzsilingben a brit oktatási rendszerű középiskolák India más részeiből, illetve a szomszédos országokból sok diákot vonzanak napjainkban is. Dardzsiling, továbbá a szomszédos Kalimpong városa az 1980-as években egy különálló Gorkhaland (gurka) állam igényével lépett fel, bár a szeparatista mozgalom jelentősége az utóbbi években fokozatosan csökkent egy autonóm hegyi tanács felállításával. Az utóbbi években a város ökológiáját fenyegeti a környezeti erőforrások iránti emelkedő igény, s ez elsősorban a nagy turistaforgalomból ered, valamint a növekvő urbanizációból.

## Történelem
Dardzsiling története összefonódott Bengál, Bhután, Nepál és Szikkim históriájával. A Dardzsiling körüli területet a 19. század közepéig Nepál és Szikkim királyságai uralták időszakosan, valamint a Lepcha nemzetség (őslakosok) néhány falujával (területével).
1828-ban a Szikkimbe vezető útjukon a Brit Kelet-indiai Társaság küldöttsége Dardzsilingben eldöntötte, hogy a régió a brit katonáknak megfelelő szanatórium lenne, s 1849-ben a Társaság – némi viszályt, háborúskodást követően – ajándékba kapta a területet Szikkim királyától (Tsugphud Namgyal chogyaltól). A Brit Kelet-indiai Társaság sebésze, Arthur Campbell és Napier főhadnagy, (a későbbi Lord Napier Magdala) vetették föl, hogy alapítsanak ott egy hegyi állomást (Hill Station).
A britek hozták létre 1841-ben kísérleti jelleggel az első teaültetvényt, s ennek a sikere vezetett addig, hogy a teabirtokok rohamos tempóban kezdtek fejlődni Dardzsiling környékén a 19. század második felében. Főleg Nepálból toborozták a bevándorlókat, hogy építkezéseken, teakertekben stb. dolgozzanak.
Skót misszionáriusok vállalták az iskolák alapítását, valamint a beteggondozást, miközben megalapították Dardzsiling – későbbiekben nagyhírű – oktatási központját. A Darjeeling Himalayan Railway (Dardzsilingi Himalájai Vasút) megnyitása 1881-ben felgyorsította a régió fejlődését.
1898-ban Dardzsilinget megrázta egy hatalmas erejű földrengés (a dardzsilingi katasztrófa). A városban óriási károkat okozott, valamint az őslakosok közül is sokan meghaltak.

## Földrajz
Dardzsiling átlagos tszf. magassága 2134 m, a Dardzsilingi-himalájai régióban fekszik, Dardzsiling-Jalapahar tartományban. A tartomány Y alakot formáz.

## Éghajlat
Dardzsiling éghajlata öt különböző terminusra bomlik: tavasz, nyár, ősz, tél és a monszun évszakra. A nyarak enyhék (májustól júniusig), a hőmérséklet ritkán haladja meg a 25 °C-ot. A monszun évszakot júniustól szeptemberig jellemzik az élénk, zuhogó esők, amelyek gyakran okoznak földcsuszamlásokat, s ezek elvágják Dardzsilinget az ország többi részétől. Télen az átlagos hőmérséklet 5–7 °C. A hóesés, a fagyok ritkák. A monszun és téli évszakok alatt Dardzsiling sokszor ködfátyolba burkolózik. Az évi középhőmérséklet 12 °C, a havi középhőmérsékletek 5-17 °C között szóródnak. A legmagasabb hőmérséklet, amit valaha mértek (1957. augusztus 23-án) 26,7 °C volt; a legalacsonyabb valaha mért hőmérséklet pedig −5 °C volt, amelyet 1905. február 11-én jegyeztek föl. Az átlagos évi csapadék 2818 mm, a legmagasabb havi értéke júliusban 753 mm.

## Közigazgatás
Dardzsiling két részből áll: maga a város és a Pattabong Tea Garden területéből (összterület: 12,77 km²). 1850-ben alapították Dardzsiling önkormányzatát, melynek élén a polgármester áll, akit a 32 választókerületi jelöltből választanak. Jelenleg a Gorkha National Liberation Front (GNLF) (Gurka Nemzeti Felszabadítási Front) adja a többséget.

## Közszolgáltatások

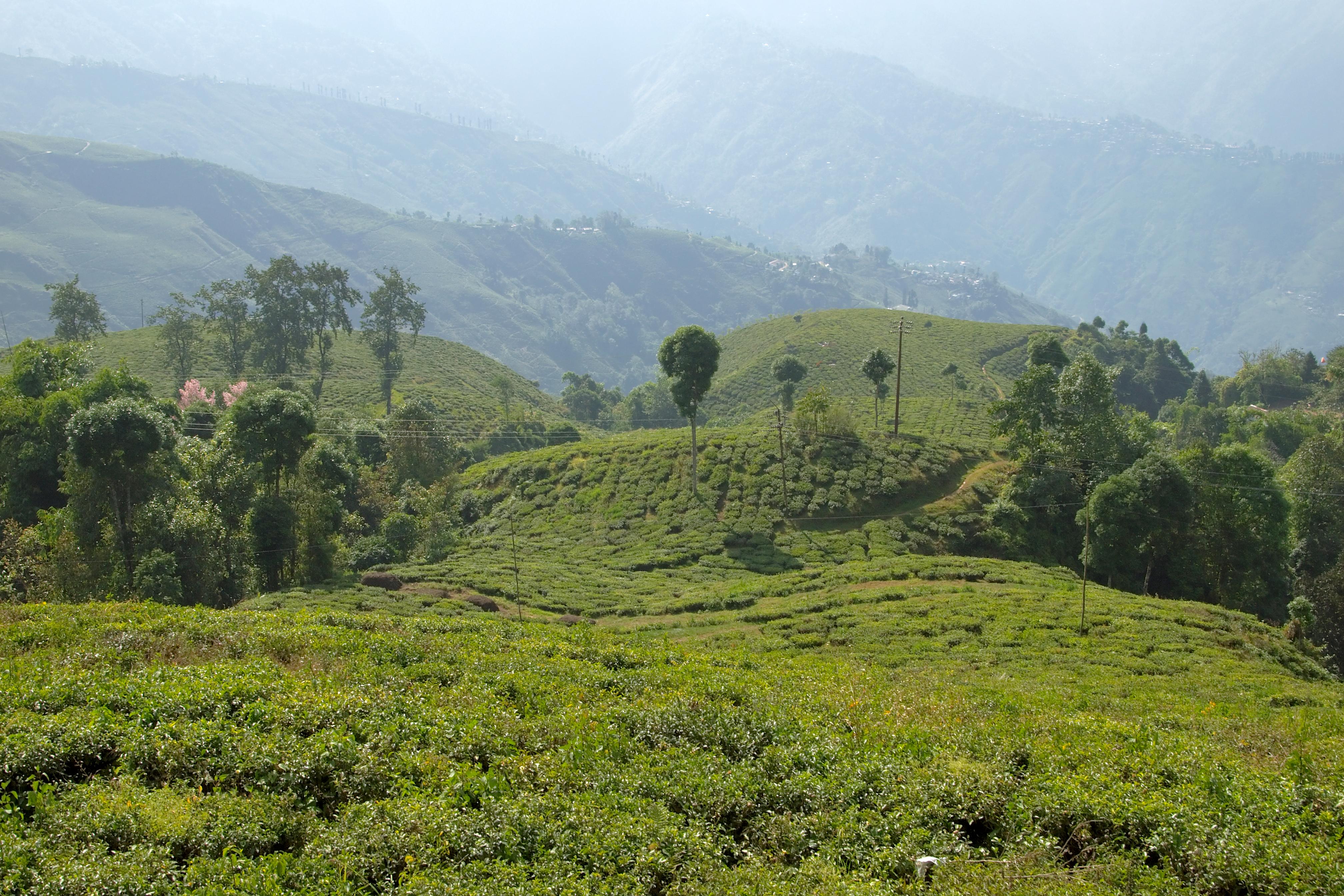
Dardzsilingi teaültetvény

### Gazdaság
A gazdasági élet két meghatározó tényezőre épül: a teára és a turizmusra. A dardzsilingi fekete tea az egyik legjobb minőségű az egész világon, különösen az Egyesült Királyságban kedvelik. A teatermelőknek az elmúlt néhány évben versenyeznie kellett India más részén, valamint a Nepálban termesztett teákkal. A bérviták, a létszámcsökkentések, valamint a teabirtokok felszámolásának a réme elsősorban a beruházásra és a termelésre hatottak. Több teabirtokot próbálnak munkások szövetkezeteinek értékesíteni, míg másokat megpróbálnak turistaüdülőhelyekké alakítni – kisebb-nagyobb sikerrel. A teakertekben dolgozók több mint 60%-a nő. A munkások fizetsége félig készpénzben és félig természetben történik: olcsó(bb) szállás, kedvezményes élelmiszer-vásárlási lehetőség, ingyenes (kedvezményes) orvosi ellátás stb.

### Közlekedés

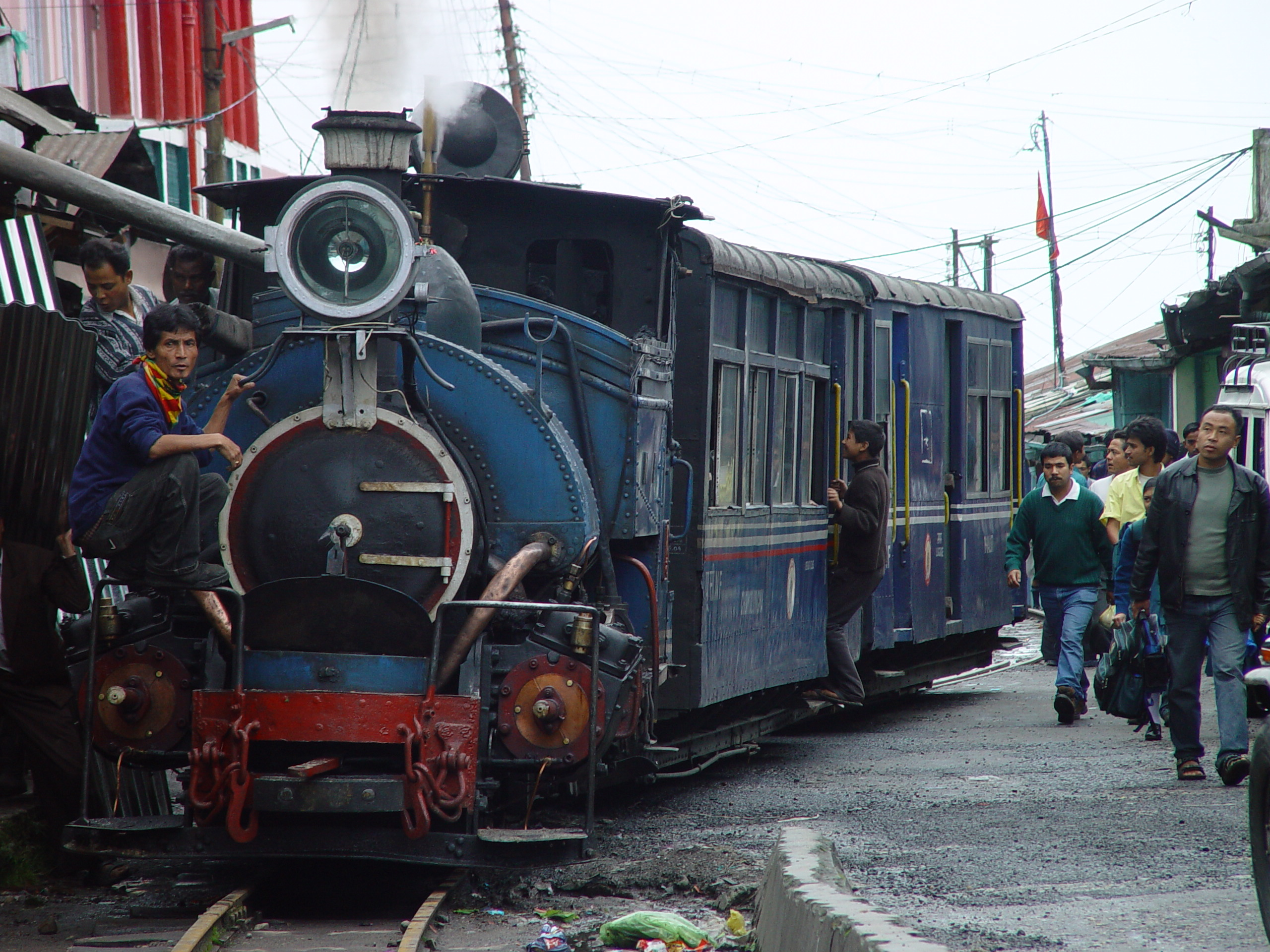
A himalájai keskeny nyomtávú vonat

Rendszeres buszjáratok és bérelt járművek kötik össze Dardzsilinget Siligurival, Kurseong, Kalimpong és Gangtok városaival. A négykerék-meghajtású terepjárók a közlekedés alapvető eszközei. A monszun időszakában a gyakori földcsuszamlások hátráltatják a szárazföldi közlekedést.
A legközelebbi repülőtér a Siliguri melletti Bagdogra 93 km-re található Dardzsilingtől. Innen közvetlenül Delhibe, Kalkuttába és a szomszédos Asszám állam fővárosába, Guwahatiba juthatunk el.

## Demográfia
A 2001-es népszámlálás alapján a város lakosainak száma 109 163 fő, népsűrűsége 10,173 fő/km² volt. A nemek aránya: 1017 nő jutott 1000 férfire. A legjelentősebb vallás a hinduizmus, amit a buddhizmus követ, majd a keresztények és a muszlimok alkotnak jelentős kisebbséget.
A jelentősebb népcsoportok: lepcsa, bhutias, serpa, rais, yamloos, damais, kamais, newars és limbus.
Beszélt nyelvek: az angol, bengáli, hindi és nepáli nyelv.

## Kultúra
Népszerű étel Dardzsilingben a momo, egy gőzölt galuska, ami sertést, marhát és zöldségeket tartalmaz, amelyet tésztába csomagolnak.
A wai-wai egy olyan összecsomagolt, snack jellegű étel, ami olyan tésztákból áll, amit mind száraz, mind leves formában fogyasztanak.
A churpee egy kemény sajt, ami tehén- vagy jaktejből készült.
A thukpa olyan tészta, amit levesként szolgálnak fel, s népszerű Dardzsilingben.

## Oktatás
Dardzsilingben megtalálhatóak az állami iskolák mellett a magán- és vallási intézmények is. Többek között itt található az 1962-ben alapított Siliguri Észak Bengáli Egyetem három kollégiuma is: a Szt. József, a Loreto és az állami fenntartású is.

## Látnivalók
- A Himalájában fekvő Kancsendzönga hegycsúcs - India legmagasabb hegycsúcsa, a Föld harmadik legmagasabb hegye
- A Dardzsilingi Himalája-vasút (Darjeeling Himalayan Railway) - keskeny nyomtávú vasút, ami gyakorlatilag 1881 óta üzemel. Az UNESCO világörökség része lett 1999-ben.
- Teaültetvények